# Associazione Sportiva Gubbio 1910 1997-1998
Questa pagina raccoglie le informazioni riguardanti l'Associazione Sportiva Gubbio 1910 nelle competizioni ufficiali della stagione 1997-1998.

## Risultati

### Campionato

#### Poule scudetto
| Arbitro: | Nicoletti (Macerata) |

|  |           |         |
|  | Marcatori | Lorenzo |

| Arbitro: | Carlucci (Molfetta) |

|         |           |        |
| Maurizi | Marcatori | Boccia |